# Mas de Montagut (Reus)
El Mas de Montagut és una masia de Reus (Baix Camp), situada a la Partida de Rubió, inclosa a l'Inventari del Patrimoni Arquitectònic de Catalunya. El Nom oficial del mas és Mas de l'Otzet. segons ho anuncia una rajola a la portalada, però aquesta denominació no s'utilitza.

## Descripció
És un habitatge unifamiliar aïllat, situat a la vora esquerra del barranc de Pedret, sota la carretera de Cambrils, a poca distància de l'ermita de Misericòrdia. La finca és gran, i ocupa tot el cantó sud del camí dels Morts, entre la carretera de Cambrils i el camí de la Pedra Estela. És una masia d'entre els segles XIX i XX, de planta quadrangular. Les parets són estucades de colors llisos, només interromputs entre plantes per dues cornises sobresortides. L'estructura consta de planta baixa, entresòl, pis, golfes i terrat. Al centre hi ha una terrassa quadrada, amb balustrada de pedra artificial i amb un angle obert per on s'hi accedeix des del nivell inferior. Presenta simetria en la distribució de totes les obertures de la façana. Hi ha obertures balconeres al pis, la central amb timpà i mènsules, i les altres dos amb trencaaigües i cartel·la. Les finestres de les golfes, algunes d'elles cegues, tenen llinda sortida i mènsules. El remat és amb cornisa i dentellons. A tot l'entorn de l'edifici, i a diferent alçada, hi ha dos grups de motllures com a ornamentació. La fusteria és de fusta.
La masia disposa d'un gran estany i molt bona vegetació. Trobem un massís neoclàssic voltat per un jardí del mateix estil. L'estany disposa d'un pont de pedra artificial. Les pilastres són de pedra artificial amb motllures que serveixen de peu a uns fanals de ferro, i un gerro de ceràmica amb representacions d'animals mitològics.
Al costat de la casa hi ha la part dels animals, on hi ha més o menys unes 10 gàbies per gallines, conills, ànecs, oques, porcs... També hi ha un llac amb una illa on es poden trobar tortugues, i en una altra zona hi ha un laberint d'aigua, hi ha diferents camins i també hi ha com un riu que acaba desembocant en una mena de forat.

## Història
Aquest mas és també conegut per Mas de Pedret, que dona nom al barranc de Pedret, i Mas de Joaquim, i abans s'havia dir Mas de Robuster. En una relació de masos que hi ha del Territori de Tarragona, de l'any 1750, hi ha indicat el Mas Gran i el Mas Petit de Pedret. L'edifici fou reformat l'any 1924.